# نوزایی سلتی

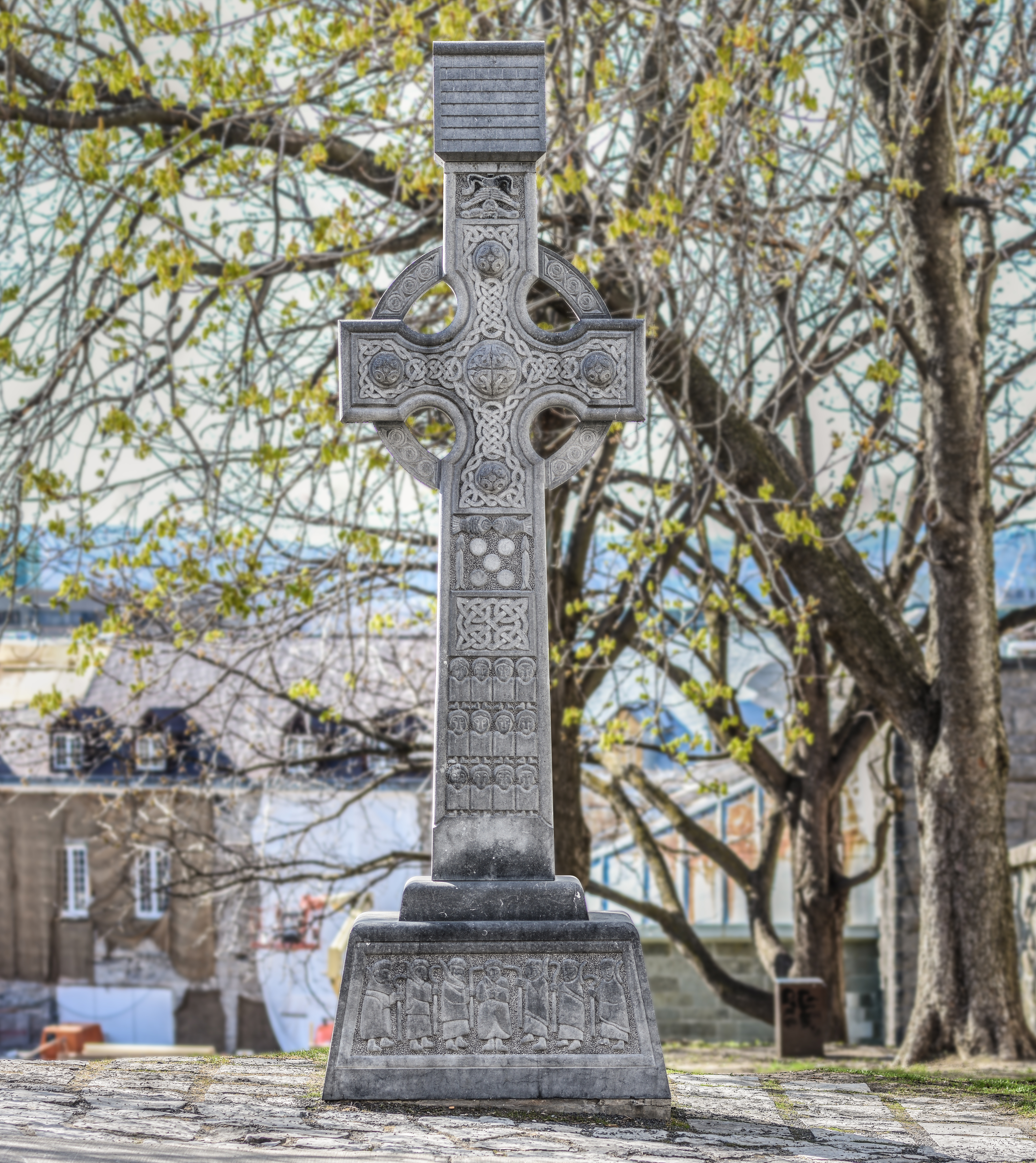
صلیب مرتفع سلتی در کبک (مقایسه با صلیب اصلی)

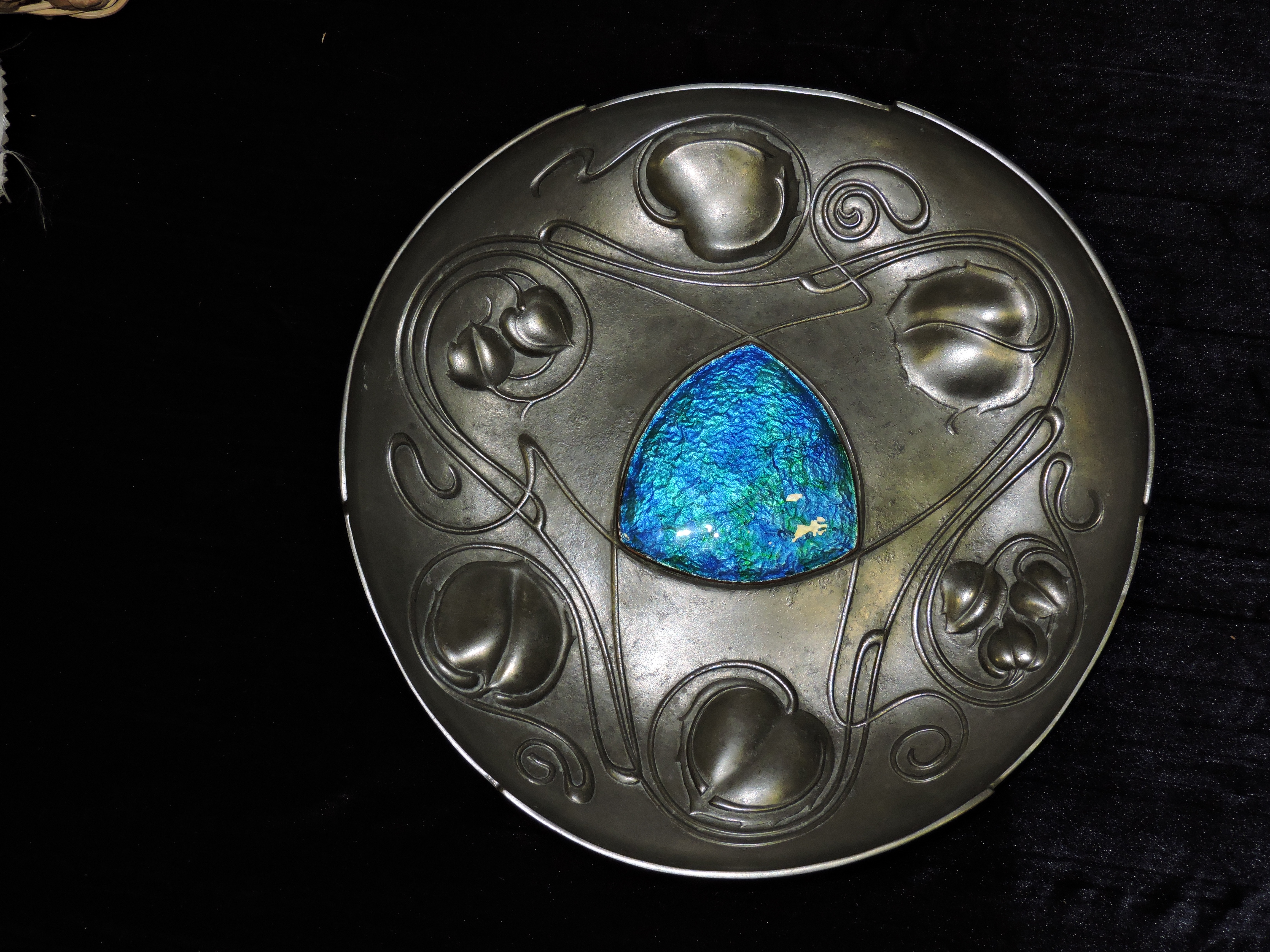
بشقاب پیوتر «بوللین» طراحی شده توسط: آرچیبالد ناکس، ۱۸۹۹ میلادی

احیای سلتی (به انگلیسی: Celtic Revival) (همچنین به عنوان گرگ‌و‌میش (شفق) سلتی نامیده می‌شود) جنبش‌ها و روندهای متنوعی در قرن‌های ۱۹ و ۲۰ میلادی بود که شاهد علاقه‌ای دوباره به جنبه‌های فرهنگ سلتی بود. هنرمندان و نویسندگان از سنت‌های ادبیات گالی، ادبیات زبان-ولزی و به اصطلاح «هنر سلتی» استفاده کردند — چیزی که مورخان آن را هنر جزیره‌ای (سبک قرون وسطای آغازین ایرلند و بریتانیا) می‌نامند. اگرچه احیای آن پیچیده و چندوجهی بود، و در بسیاری از زمینه‌ها و در کشورهای مختلف در شمال غربی اروپا رخ داد، بهترین تجسم شناخته شدۀ آن احتمالاً احیای ادبی ایرلندی است. نویسندگان ایرلندی از جمله: ویلیام باتلر ییتس، لیدی گرگوری، «اِی‌ای»راسل، ادوارد مارتین، آلیس میلیگان و ادوارد پلانکت (لُرد دانسنی) قدردانی جدیدی از ادبیات ایرلندی و شعر ایرلندی سنتی در اواخر قرن نوزدهم و اوایل قرن بیستم میلادی برانگیختند.
از جنبه‌هایی، احیاء یک واکنش به مدرنیزاسیون بود. این امر به ویژه در ایرلند صادق است، جایی که رابطۀ میان دورۀ باستان و مدرنیته متخاصمانه بود، جایی که تاریخ دچار گسست شد، و به گفتۀ تری ایگلتون، «به‌طور کلی [ملت] از سنت به مدرنیته جهش نکرده بود». گاهی اوقات این دیدگاه عاشقانه از گذشته منجر به نمایش‌های نادرست تاریخی می‌شود، مانند ترویج کلیشه‌های وحشی نجیب مردم ایرلند و ارتفاعات اسکاتلند، و همچنین دیدگاهی نژادپرستانه که از ایرلندی‌ها، چه مثبت یا منفی، به عنوان نژادی جداگانه یاد می کرد.
یک نتیجۀ گسترده و هنوز قابل مشاهده از احیاء، معرفی مجدد صلیب مرتفع به عنوان صلیب سلتی بود، که اکنون بخشی آشنا از هنر یادبود و خاک‌سپاری را در بیشتر دنیای غرب تشکیل می‌دهد.